# Poitiers pendant la Seconde Guerre mondiale

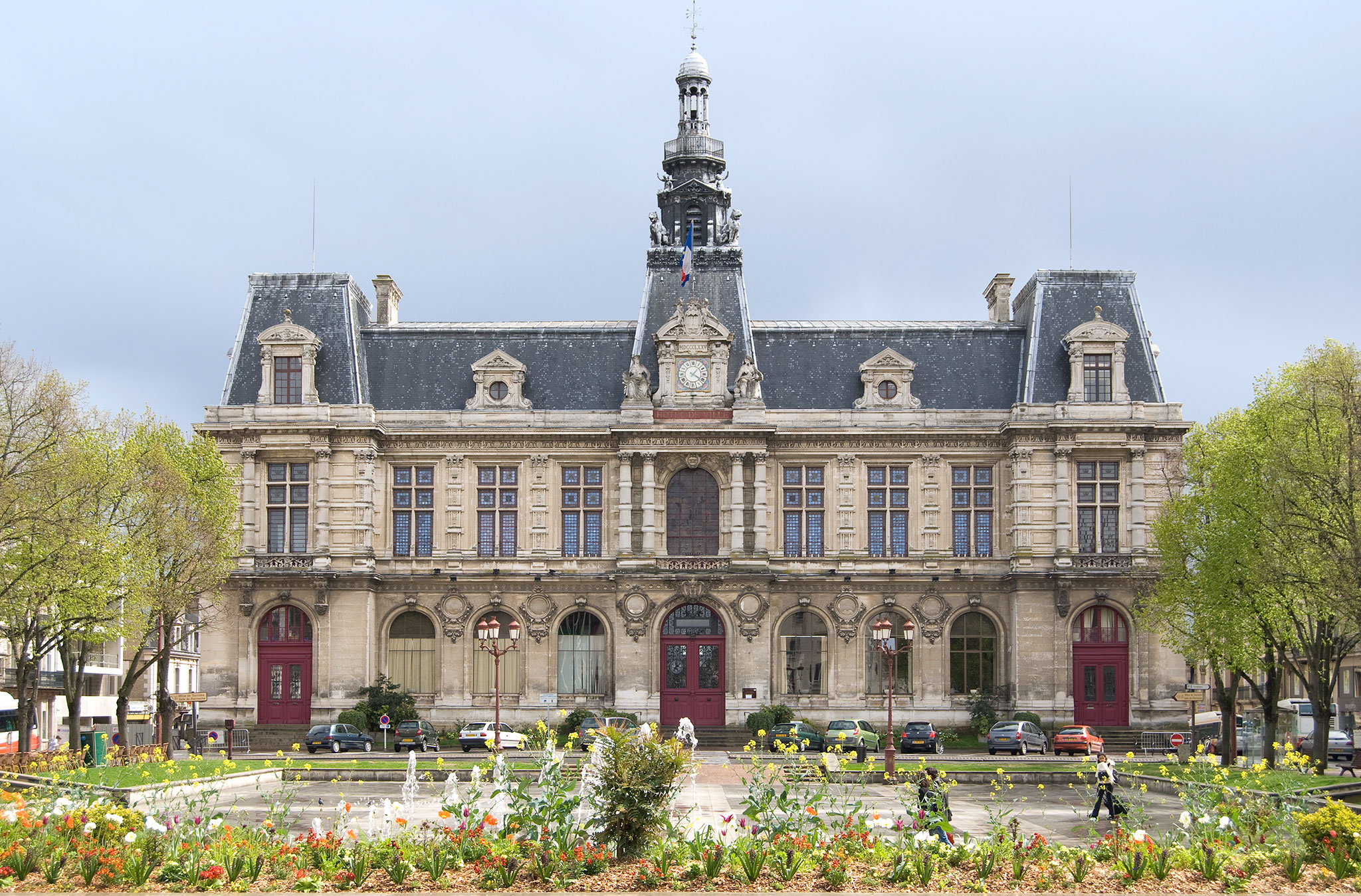
La façade de l’hôtel de ville.

Poitiers vit la Seconde Guerre mondiale au rythme du reste du pays : la préfecture du département de la Vienne, Poitiers organise la mobilisation à la déclaration de guerre, vit la drôle de guerre loin du front et accueille les réfugiés lorrains. Puis, alors qu’elle n’avait pas vu de combats depuis le siège de 1587, elle est occupée, participe à la Résistance, avant d’être libérée en septembre 1944. Elle accueille quelque temps le gouvernement belge en fuite devant l'avance allemande, en mai et juin 1940.

## La drôle de guerre et la campagne de France
Ville de garnison, Poitiers devient, à la déclaration de guerre, centre de mobilisation. Mais dès l'agitation de la déclaration de guerre passée, la ville retombe dans son calme, loin des zones de front, jusqu'au mois de juin 1940.
Lors de la bataille de France, le gouvernement belge se retrouve obligé de s’installer précipitamment en France : c’est Poitiers qui est choisi et qui accueille les ministres et leurs administrations en fuite le 23 mai. Le gouvernement belge décide le 26 de poursuivre la lutte « quoiqu’il advienne », soutenu par les parlementaires à Limoges, qui votent le 31 la motion refusant la capitulation du roi (intervenue le 28 mai). Un repli sur l’Angleterre est évoqué dès le 14 juin, et a lieu le 18 juin. Poitiers a donc été « capitale de la Belgique » pendant moins d’un mois.
Le 19 juin, le bombardement de la gare par la Luftwaffe fait un mort. Il est suivi d’un autre, le 21 juin (la demande d’armistice ayant eu lieu le 17 juin), qui fait plusieurs morts et détruits plusieurs maisons éloignées de la gare. La Wehrmacht pénètre dans la ville le 23 juin.

## Occupation et collaboration
Poitiers devient une ville de garnison importante, à proximité de la zone libre et sur un carrefour routier et ferroviaire. Différentes administrations allemandes s’installent :
- les SS du SD (Service de sécurité) occupent le 13 rue des Écossais ;
- la Kommandantur 677 est installée rue Boncenne, près du palais de Justice, avec la Gestapo et le tribunal de justice militaire ; ces trois entités occupent 73 maisons au total ;
- la Feldgendarmerie occupe l'hôtel Jean Beaucé.

L’occupant énonce diverses interdictions et obligations, comme celle de mettre les pendules à l’heure allemande, ou l’interdiction aux soldats français noirs de circuler dans les rues de Poitiers, sauf en cas de mission à accomplir et seulement accompagnés de soldats blancs.
Dans le cadre de la réorganisation administrative opérée par Vichy, Poitiers devient la capitale de la « région de Poitiers », qui comprend les départements de la Vienne, la Vendée, les Deux-Sèvres, la Charente et la Charente-Maritime. Les arrondissements de Montmorillon (Vienne) et Confolens (Charente) sont situés en zone libre, et donc hors de sa juridiction, alors que la partie occupée de la Dordogne en relève. Une école régionale d'administration est créée.
La collaboration compte peu de personnalités marquantes à Poitiers, d’où finalement un faible engagement des Poitevins. Toutefois, le préfet de la Vienne Louis Bourgain collabore activement avec les Allemands. Le 30 avril 1942, Doriot fait son discours face à un public de seulement 650 personnes, ce qui est le plus important rassemblement collaborationniste de la guerre. Les effectifs de la police augmentent fortement : toutes branches confondues (police municipale devenue nationale, Intendance de police relevant de la préfecture de région, 22e brigade régionale de Sûreté, et Groupe mobile de réserve), ses effectifs montent à 482 hommes. Poitiers accueille encore, à la caserne des Dunes, l’école des francs-gardes qui forme les Miliciens de toute la France (200 élèves en 1944). La Milice de Poitiers compte 264 membres, dont 233 hommes, dirigés par Louis Aussenac avec le chef départemental adjoint qui est un banquier poitevin Marie-Joseph Berson dit Berson de Champoly. À Chatellerault le chef local de la Milice est un représentant de commerce Émile Viguier. Son siège est inauguré le 19 avril 1944, place d’Armes. Elle garde les lieux les plus importants et participe aux opérations de répression.
Marcel Bordes, chef du RNP, suit le gouvernement de Vichy à Sigmaringen et y est sous-chef de cabinet de la commission gouvernementale en novembre 1944.
Le 31 janvier 1944 a lieu une rafle de tous les Juifs de Poitiers, au nombre de 481, avec le concours de la Préfecture.

### Les camps d’internement

#### Le camp de la route de Limoges
Initialement créé pour accueillir des réfugiés espagnols, le camp de route de Limoges accueille 2 500 à 2 900 internés de la fin 1939 au mois d’août 1944 répartis ainsi : 1800 à 1900 Juifs, 500 à 600 nomades, 200 à 300 politiques auxquels s’ajoutent quelques dizaines d’Espagnols et autres victimes de l’arbitraire. Les Juifs sont ensuite déportés vers les camps de la mort. Quant aux Tziganes, plus d'une centaine d’entre eux meurent dans les camps de Buchenwald et Sachsenhausen. Ceux qui n’ont pas été déportés en Allemagne (304 personnes) sont transférés au camp de Montreuil-Bellay le 29 décembre 1943.

#### Les camps de la Chauvinerie
Plusieurs camps d’internement furent créés à l’ouest de la ville, l’un par les Allemands destiné aux prisonniers de guerre de l’armée française réutilisé en 1944 pour interner les prisonniers de guerre de l’armée allemande, l’autre en tant que centre de séjour surveillé à la fin de la guerre.

## La Résistance
Comme partout en France, la Résistance débute très tôt par des actes isolés, avant de s’organiser. En juin et juillet 1940, les chefs de la gare de Poitiers déroutent vers la zone libre des trains de munitions. Des fils électriques ou téléphoniques sont coupés ; des manifestations patriotiques (hymnes français ou anglais entonnés en présence de l’occupant, V de la victoire ou croix de Lorraine peints sur les murs, drapeaux nazis coupés, défilé au pas de l’oie singé) ont lieu.
Louis Renard, simple notaire, publie le Libre Poitou d’octobre 1940 à août 1942 et se trouve bientôt à la tête du réseau Louis Renard. Ce réseau est démantelé par les Allemands, aidés par la police française et le préfet Louis Bourgain. Dix membres du réseau, arrêtés en août et septembre 1942, dont Louis Renard, Louis Toussaint, Louis Cartan et Théodore Lefebvre, sont guillotinés à la prison de Wolfenbüttel le 3 décembre 1943. D’autres réseaux continuent leurs activités, que ce soit pour le renseignement (Alliance, qui couvre aussi Châtellerault ; Gallia et Éleuthère, qui sont tous démantelés) ou pour l’exfiltration de pilotes alliés tombés en France (Marie-Odile, qui s’étend jusqu’à Châtellerault et La Haye-Descartes).
Le père Jean Fleury noue également de nombreux contacts. Il aide le rabbin Élie Bloch dans son soutien aux Juifs détenus, rejoint le mouvement de résistance « Témoignage chrétien », trouve de faux-papiers et aide des familles à fuir en zone libre, grâce par exemple à des informatrices travaillant à la Préfecture. Il sera plus tard le premier Français à qui est décerné le titre de Juste parmi les Nations.
Le 13 mai 1943, cinq étudiants assassinent Michel Guérin, médecin, et principale figure de la Collaboration. Les étudiants, recrutés par les FTP, sont capturés par la police française mais acquittés par le tribunal d'État de Paris grâce à leur avocat Maurice Garçon (Affaire des Cinq Étudiants de Poitiers) ; rejugés par un tribunal de guerre allemand, Roger Rieckert, Jacques Massias, Jacques Delaunay et Marc Delaunay sont condamnés à mort et fusillés au Mont-Valérien le 6 octobre 1943. Jean Gautier est condamné aux travaux forcés à perpétuité et incarcéré.
Le PCF entre en Résistance en 1941 et fonde des groupes FTP, qui s’intègrent dans les FFI en juillet 1944. L’Anglaise Lise de Baissac met sur pied le réseau Artist, qui exfiltre les pilotes anglais et récupère les largages d’armes de la RAF. Parmi les principaux résistants poitevins, Renaud de Corta, Paul Guillon et René Poitevin sont faits compagnon de la Libération.

## Attaques aériennes et Libération
Éloignée des plages de Normandie, la ville est épargnée par les combats terrestres, et n’a qu’à subir les attaques aériennes alliées. Mais en tant que nœud ferroviaire, Poitiers est une cible de choix. Un bombardement est décidé par les Alliés pour la nuit du 12 au 13 juin, alors que la division SS Das Reich est en transit du sud de la France vers la Normandie connue pour les crimes de guerre qui l'accompagne Massacre de Tulle, Massacre d'Argenton-sur-Creuse, Massacre d'Oradour-sur-Glane sous les ordres du général Heinz Lammerding. Une flotte aérienne alliée constituée de 112 Avro Lancaster (Groupe de bombardement 5, incluant des escadrons de la Royal Air Force et de la Royal Australian Air Force), est chargée de la cible poitevine. Ils sont accompagnés de quatre Mosquitos Pathfinder chargés d’éclairer et de marquer la cible par des fusées éclairantes et des fumigènes. Le bombardement a lieu en deux vagues, à une altitude de 2000 à 3 300 m (autour de 2 500 m pour la plupart des avions). Les bombardiers britanniques larguent un total de 1800 bombes (500 tonnes), de nuit mais par temps clair avec la pleine lune, la plupart des bombes touchent leur cible. La gare construite au milieu du XIXe siècle, les voies et le boulevard qui passe devant la gare furent entièrement détruits, la précision du largage étant facilitée par le relief encaissé de la vallée de la Boivre. Le cinéma Majestic est également écrasé. Quelques bombes tombèrent par hasard sur le quartier du palais de justice, détruisant notamment le siège d’administrations allemandes et un hôtel occupé par les officiers et leurs familles, et le siège du SD, le service de renseignement et de sécurité de la SS, 13 rue des Écossais aux ordres du Kommandeur Hermann Herold, couvrant les départements de la Charente, de la Charente-Inférieure, des Deux-Sèvres, de la Vendée et de la Vienne. Il le restera jusqu’à l’évacuation des services allemands, à l’été 1944.. Le bilan civil est de 173 morts et 198 blessés ; du côté allemand, la remontée de la division Das Reich vers la Normandie est ralentie. Les pertes allemandes (SS, Wehrmacht et administrations d’occupation) ne sont pas connues.
D’autres opérations de harcèlement aérien (straffing, ou mitraillage au sol sur des cibles d’opportunité) ont lieu. Ainsi le 16 juin, des chasseurs tirent sur un train militaire un peu au sud de la ville, et sur des wagons et quatre locomotives en gare de triage. Lors de cette attaque, des réservoirs additionnels et largables des avions sont utilisés de manière innovante : contenant plus d’essence que nécessaire pour la mission, ils sont largués aux trois-quarts pleins sur les cibles, puis incendiés par des tirs de mitrailleuse lors du deuxième passage, amplifiant les dégâts.
Le 1er août, la Milice et la Wehrmacht concentrent des troupes à la caserne des Dunes : renforcés d’éléments de la 17e division SS, ils se préparent à une opération anti-maquis dans le sud de la Vienne. Sur information des SAS de l’opération Bulbasket, 23 Mosquitos des 21e (RAF) et 487e (RNZAF) squadrons anglais et néo-zélandais, escortés par vingt Mustang, bombardent les Dunes. Un bâtiment est rasé, les autres endommagés ou incendiés. Des dizaines de véhicules sont détruits. Du côté allemand, vingt soldats sont blessés ; du côté de la Milice, on relève cinq morts et dix-sept blessés, y compris dans les familles des miliciens qui étaient logées à la caserne.
Devant l'avance alliée, les Allemands quittent la ville à partir du 23 août. Ce même jour, trois Résistants torturés à mort au château du Porteau sont jetés dans le puits par les miliciens. L’évacuation qui s'achève par le passage de la colonne Elster, comptant 18 000 hommes, par la nationale 10, du 2 au 4 septembre. La Feldgendarmerie allemande (qui occupait l'hôtel Jean Beaucé) est restée plus longtemps pour orienter les troupes allemandes en mouvement.
De Kurzenne, chef des FFI, et le capitaine «François» rencontrent le général allemand Elster, qui après les exécutions sommaire de Bondilly et de Saint-Maurice-la-Clouère, et le massacre du Vigeant, promet de ne plus commettre d'exactions.
Poitiers est libéré le mardi 5 septembre 1944 : en fait les Résistants occupent la ville abandonnée des troupes allemandes. Le groupe FTP Noël notamment, venant de Lusignan et de ses environs, commandés par le « colonel » Bernard (de son vrai nom Chêne), entre sous le crachin. Des FFI arrivent de l'est du département. Au départ, les Poitevins sont peu nombreux à venir les acclamer place d'Armes : une centaine tout au plus. Poitiers connaît les mêmes excès que dans le reste du pays : non seulement les bureaux allemands sont pillés et leurs archives brûlées, mais deux miliciennes sont tondues dans les rues, et des employées de l'État dans la cour de la Préfecture. L'hôtel de ville est occupé par le chef du Comité départemental de libération (CDL) René Savatier. Le Comité qu'il préside, initialement composé d'une dizaine de membres début aout 1944, va progressivement s’étoffer.
Toutefois, les drapeaux français sont retirés dès l'après-midi, une colonne SS en repli passant par Poitiers.
Les Hindous et les Sikhs du 950e régiment de la SS Freies Indien Legion pillèrent, violèrent et brûlèrent à Poitiers, Archigny, Chauvigny, Bonnes. Dix-neuf Allemands, faits prisonniers par les Résistants du camp de Bourg-Archambault au camp de la Chauvinerie, ont été mitraillés place d'Armes à Poitiers ; cinq d'entre eux meurent sur le coup, plusieurs autres quelques jours plus tard.
Par ailleurs plusieurs Helferinnen, auxiliaires administratives de l'armée allemande, ont été exécutées dans la région de Poitiers, notamment trois dans le cimetière du village de Saint-Cyr. Le 13 août 1944, cinq d'entre elles, auxiliaires de la Luftwaffe de Mérignac (aéroport de Bordeaux), ont été capturées par des parachutistes du 3e French SAS (le stick Vallières) lors de l'attaque de leur camion radio Opel sur la route de Chauvigny. Confiées au maquis local Baptiste, certaines de ces prisonnières ont été maltraitées, violées et tondues avant d'être fusillées dans le village de Saint-Cyr en représailles par des résistants locaux de la Vienne,,.
Pour mettre fin à ces excès de la fin de la guerre, les FFI sont incorporés dans l’armée régulière, dans le 125e régiment d'infanterie, qui est envoyé réduire les poches allemandes de l'Atlantique.
Aussitôt, les nouveaux cadres de la République sont nommés : Jean Schuhler comme commissaire du gouvernement pour la région Poitou-Charentes, et Marcel Foy comme secrétaire général pour la Vienne. Le défilé de la Libération a lieu le 10 septembre.

## La reconstruction
Le journal Libre Poitou (ancêtre de Centre Presse) paraît dès le 5 septembre, et devient rapidement l'organe officiel du CDL. Successeur du Libre Poitou organe de presse du réseau de résistance Renard, il réquisitionne les installations du Centre-et-Ouest, qui a paru sous l'Occupation. Il n'est pas le seul journal à paraître : La Nouvelle République du Centre-Ouest reprend les locaux de l'ancienne Dépêche du Centre, tandis que Hebdo Maquis devient Hebdo-Poitou, et l'hebdomadaire communiste Le patriote poitevin continuent leur carrière.
Le camp de la Chauvinerie sert aux prisonniers de guerre des armées de l'Axe, et jusqu'à 7300 militaires y sont retenus.